# Ophiomastus conveniens
Ophiomastus conveniens is een slangster uit de familie Ophiuridae.
De wetenschappelijke naam van de soort werd in 1923 gepubliceerd door René Koehler.